# Скайлэб-2
Скайлэб-2 (также SL-2 и SLM-1) — первый пилотируемый полёт на первую американскую космическую станцию «Скайлэб». Также имя Скайлэб-2 относят к космическому кораблю серии «Аполлон», совершившему этот полёт.

## Эмблема
Разработчиком эмблемы для миссии «Скайлэб-2» стал художник-иллюстратор научной фантастики Келли Фрис. Орбитальная станция на ней темнеет на фоне Земли, подсвеченная ореолом солнечного затмения. Очертания станции формируют нордические руны «мать», «отец» и «семья». Полёт на эмблеме назван «Skylab-1», так он именовался отделом связей с общественностью, чтобы избежать путаницы.

## Экипаж
В экипаж Скайлэб-2 входило три человека:
- Чарлз Конрад — командир (4-й космический полёт)
- Пол Вейтц — пилот (1-й космический полёт)
- Джозеф Кервин — пилот-врач (1-й космический полёт)

Дублирующий экипаж:
- Рассел Швейкарт
- Стори Масгрейв
- Брюс Маккэндлесс

## Внекорабельная деятельность
В ходе полёта осуществлено три выхода в открытый космос:
- Выход 1 —  Уайтц
- Начало: 26 мая 1973 года — 00:40 UTC
- Окончание: 26 мая — 01:20 UTC
- Продолжительность: 40 минут

- Выход 2 —  Конрад и Кервин
- Начало: 7 июня 1973 года — 10:55 UTC
- Окончание: 7 июня — 18:40 UTC
- Продолжительность: 3 часа 25 минут

- Выход 3 —  Конрад и Уайтц
- Начало: 19 июня 1973 года — 10:55 UTC
- Окончание: 19 июня — 12:31 UTC
- Продолжительность: 1 час 36 минут

## Полёт

### Авария на станции
Орбитальная станция «Скайлэб» 14 мая 1973 года была выведена на круговую околоземную орбиту. Однако противометеоритный экран и левая панель солнечной батареи во время запуска были сорваны. Вторая панель не могла быть развёрнута, так как в механизм раскрытия попали детали экрана.
Без защитного экрана температура внутри станции начала расти, поднимаясь временами до +50 °C. Отсутствие электричества делало её непригодной для проведения экспериментов.
Тем самым первая экспедиция на «Скайлэб», кроме научной работы, должна была произвести посильный ремонт станции.
Пуск «Скайлэб-2» был передвинут с 15-го на 20-е, а затем и 25 мая. Тем временем были приняты меры по снижению температуры в станции: она была повёрнута продольной осью к Солнцу, чтобы уменьшить освещаемую площадь. Астронавты провели ряд тренировок стыковки в новых условиях. Руководитель отдела техобслуживания космического Центра имени Mapшалла доктор Джек Кинзлер выдвинул идею создать защитный экран в виде складывающегося полотнища. Проект был назван «Зонт» и этот тканевый защитный экран был в спешном темпе изготовлен и проверен.

### Старт и стыковка

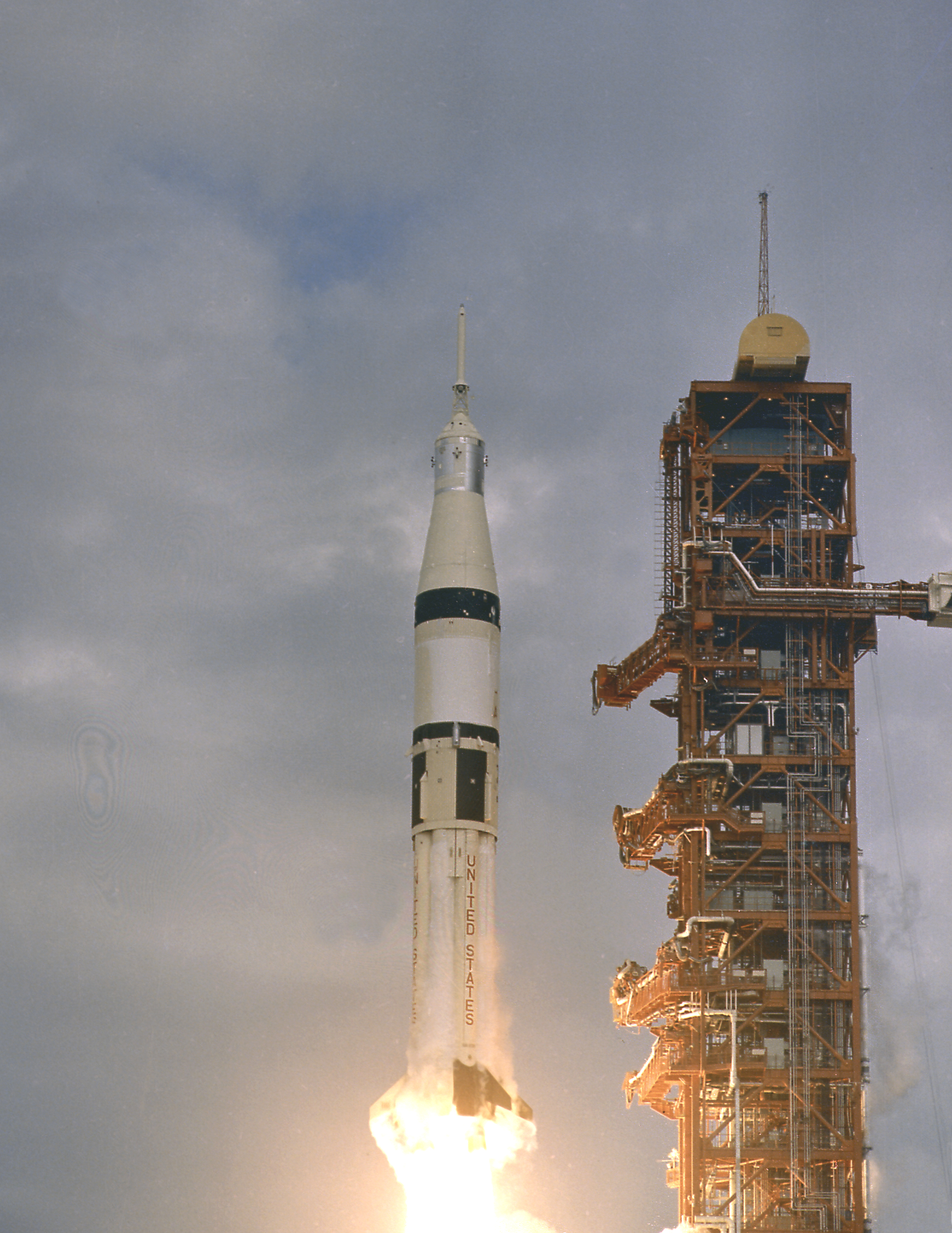
Старт ракеты-носителя «Сатурн-1Б» с космическим кораблём «Скайлэб-2»

25 мая 1973 года стартовал космический корабль «Аполлон» с тремя астронавтами на борту: опытный командир Чарльз Конрад совершал свой четвёртый полёт, двое других летели в космос впервые.
Ещё до стыковки командир подвёл корабль к станции на расстояние 2-3 метров и поручил Уайтцу с помощью шеста удалить обрывок экрана, мешающий раскрытию солнечной батареи. Пол Уайтц в течение примерно 40 минут пытался выполнить это задание, высунувшись из люка командного модуля, однако не добился успешного результата.
Последующая стыковка также была сопряжена с трудностями и удалась только на десятой попытке, когда астронавты отключили электроприводы нескольких замков.

### Установка экрана и восстановление электроснабжения

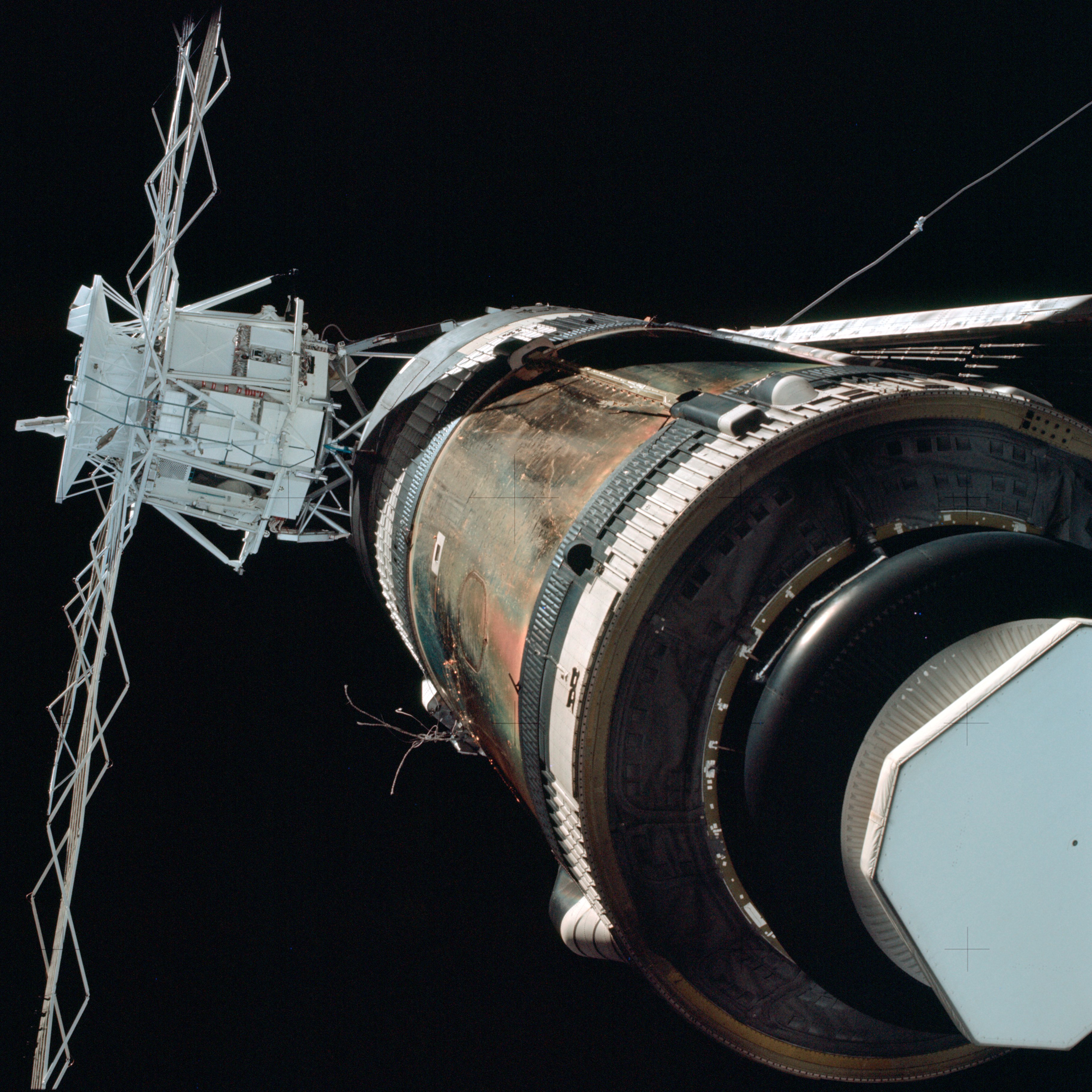
Снимок станции, сделанный до стыковки во время предварительного облёта.

На следующий день, 26 мая, экипаж вошёл в орбитальную станцию. Чтобы установить теплозащитный экран на поверхности, было решено воспользоваться научным шлюзом, через который можно было выдвигать в открытый космос приборы. Операция была успешно выполнена, и температура стала быстро снижаться. Директор программы Уильям Шнайдер объявил о спасении станции, и экипаж приступил к её расконсервации, а с 29 мая начались научные наблюдения.
Чтобы увеличить производство электрической энергии, астронавты Конрад и Кервин совершили выход в открытый космос с целью раскрыть заклинившиеся секции солнечных батарей. Это мероприятие представляло некоторую опасность, потому что станция в месте работы астронавтов не была оборудована поручнями, и пришлось воспользоваться шестом. Этот выход не был прорепетирован на земле, плюс скафандрам астронавтов могли угрожать острые края повреждённых конструкций. Тем не менее Конраду удалось извлечь застрявший обломок, и панели солнечных батарей были раскрыты. Нормальная работа станции была восстановлена.

### Эксперименты
Астронавтам удалось выполнить практически все эксперименты из 87 запланированных. В их число входили медицинские эксперименты, астрономические наблюдения, изучение Земли, наблюдение за другими космическими объектами.
Из медицинских экспериментов в частности астронавты проделывали упражнения, например на велоэргометре, с записью состояния, регулярно сдавали пробы крови и замораживали их для последующего изучения на Земле, проверяли реакцию вестибулярного аппарата, исследовали микрофлору станции.

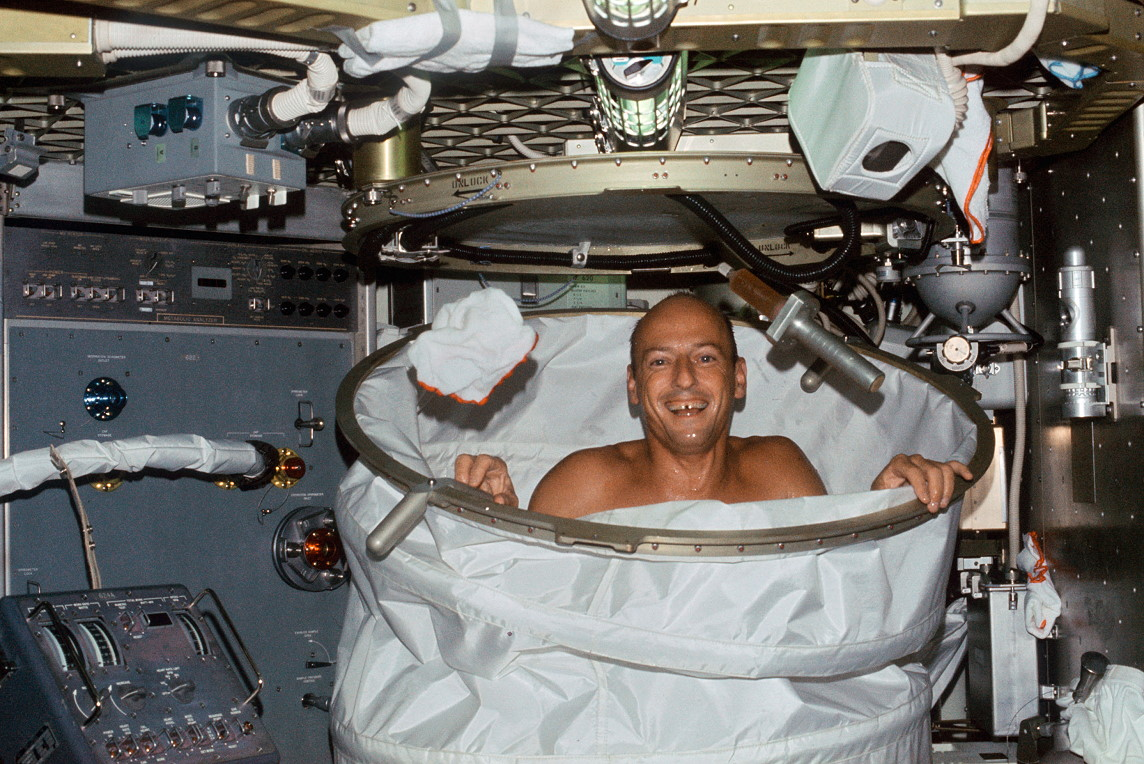
Чарльз Конрад в космической душевой.

Впервые на орбите астронавты принимали душ, для чего использовалось специальное герметичное душевое устройство, впервые была осуществлена стрижка.
Производились регулярные наблюдения Солнца, также одновременно с геофизическими ракетами, для измерений на станции было следующее астрономическое оборудование: коронограф, рентгеновский спектрограф, спектрогелиометр, рентгеновский телескоп, бесщелевой и щелевой ультрафиолетовые спектрографы.
Специальный комплект приборов: телевизионные камеры, инфракрасный спектрометр, многодиапазонная сканирующая телевизионная камера, радиометр, микроволновый зонд — предназначался для изучения природных ресурсов Земли в различных диапазонах.
Экипаж вернул с орбиты 6730 астрономических снимков и 8900 снимков поверхности планеты.

### Окончание работы и возвращение на Землю
18 июня экипаж превысил рекорд того времени по пребыванию на орбите, принадлежащий космонавтам Георгию Добровольскому, Владиславу Волкову и Виктору Пацаеву.
19 июня Конрад и Вейц совершили последний, третий выход в открытый космос в ходе которого перезарядили кассеты с фотоплёнкой, очистили диск солнечного коронографа и исправили регулятор аккумуляторной батареи. На следующий день экипаж начал консервацию станции.
22 июня «Скайлэб-2» отстыковался от станции, совершил облёт вокруг неё с фотографированием, затем выдал три тормозных импульса и приводнился в Тихом океане, где спускаемый аппарат подобрал авианосец «Тикондерога».
Астронавты относительно неплохо перенесли длительное пребывание в невесомости и смогли после посадки самостоятельно выйти на палубу корабля. Однако несколько дней они испытывали головокружение, были нарушения работы сердечно-сосудистой системы, длительное время ощущалась мышечная слабость.
Экспедиция оказалась удачной, по её итогам программу «Скайлэб» было решено продолжать, при этом было запланировано увеличить физические нагрузки на астронавтов для облегчения адаптации к наземным условиям.